# 新木場車両基地
新木場車両基地（しんきばしゃりょうきち）は、東京都江東区にある東京地下鉄（東京メトロ）の車両基地および車両工場の総称である。車両基地の和光検車区新木場分室（わこうけんしゃくしんきばぶんしつ）、車両工場の新木場CR（しんきば カーリニューアル<Car Renewal>）から構成される。最寄り駅は新木場駅。

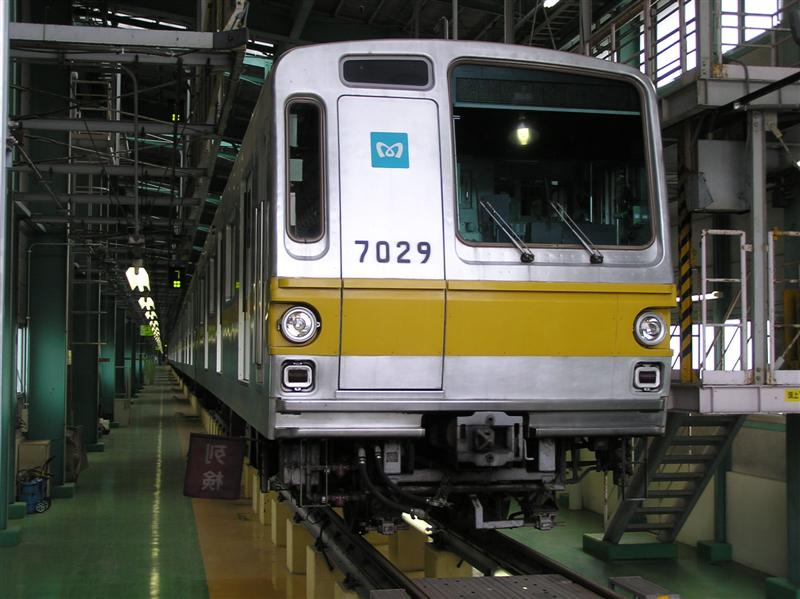
検査庫

## 和光検車区新木場分室

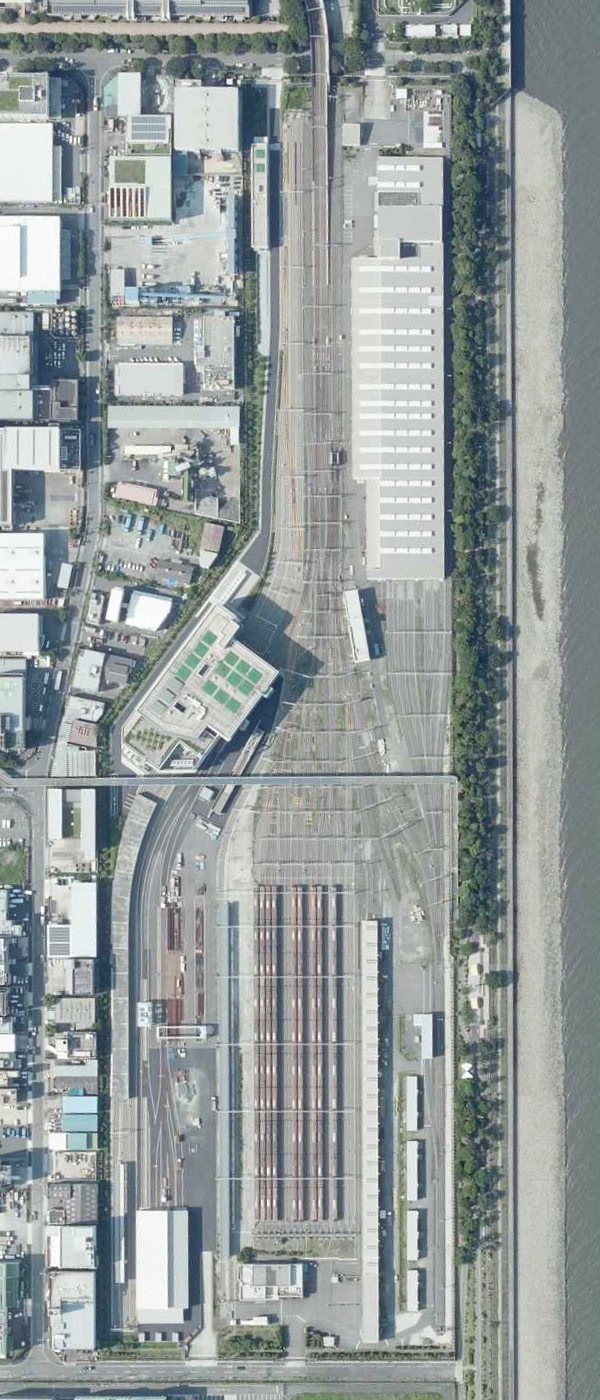
新木場車両基地の空中写真（2019年8月撮影）

1988年（昭和63年）4月に新木場検車区準備事務所として発足し、5月に新木場検車区として正式に発足した。その後、2009年（平成21年）4月に和光検車区に組織統合され、和光検車区新木場分室となった。
有楽町線の車両が留置されるほか、隣接する新木場CRへの入出場のため、東西線（5000系・全車廃車済）・千代田線・半蔵門線や南北線の車両が入出区することがある。主な担当業務は列車検査、簡易修繕、車両故障対応。
列車検査は列車検査庫にて1日2編成程度が実施される。構内に車両洗浄装置が1基あるが、現在は入庫車両には実施しておらず、新木場CR改造工事車の漏水確認用として使用している。
当車両基地用地は東京都港湾局が所有していたもので、港湾局から借地条件することを提案されたが、帝都高速度交通営団（営団地下鉄）は土地買収を強く要望したことから買収に至った。営団地下鉄は1982年（昭和57年）3月から1983年（昭和58年）4月にかけて、港湾局より約151億1400万円（売買代金総額147億1500万円、延納利息総額3億9900万円）で取得したものである。
土地売買契約にあたり、以下のような特約が約定されている。
- 公有水面埋立法による処分制限登記（所有権、地上権、永小作権、地役権、質権、抵当権、賃借権および採石権は東京都知事の許可を受けないで設定または譲渡してはならない旨の制限[8]）。
- 用途指定（20年間指定されている）[8]。
- 業務開始日の指定（昭和62年4月1日）[8]。
- 買戻特約付売買（契約の日から10日間）[8]。
- 車庫用地内横断歩道橋の設置[8]。
- 土地利用計画の事前承認（当該地は東京都の港湾利用計画地域内に位置しているため、その土地利用及び利用の変更をする場合は、東京都等の港湾審議会の承認を必要とする[8]）。

当車両基地は、有楽町線本線に加えて将来の豊洲分岐線用車両（東京直結鉄道）や同線と接続する構想の半蔵門線車両の車両基地としても使用できるなど、将来の計画も含めた多くの利点があった。最終的な計画では、前述した計画路線用車両も含めた10両編成42本（420両）を収容できるよう計画されている。
当用地は、軟弱地盤地帯で地盤沈下が進行している場所であり、車両を留置すればさらに沈下が進むことが予想された。このため、営団地下鉄の工事で発生した残土約20万 m3を搬入し、3 mまで盛り土後、プレロード工法により1.5 mまで切り崩しながら敷地全体を整地した。
- 敷地面積: 約142,851 m2[8]（ただし、133,841.3 m2[10][3]となっている場合もある）
- 車両留置能力: 110両（将来420両）

新木場検車区（当時）の建設に要した費用は、総額203億7300万円である。内訳は、土木関係費が30億7300万円、用地関係費が155億7600万円、電気関係費が4億6800万円、その他費用が12億6100万円となっている。

## 沿革
- 1983年（昭和58年）5月 - 新木場車両基地用地買収完了[8]。
- 1988年（昭和63年）4月5日 - 新木場検車区準備事務所発足[3]。
- 1988年（昭和63年）5月23日 - 新木場検車区として正式に発足[3]。
- 1990年（平成2年）2月 - 新木場CR建設開始[12]。
- 1991年（平成3年）12月16日 - 新木場CR開設[13]。
- 2009年（平成21年）4月1日 - 和光検車区に組織統合され、和光検車区新木場分室となる[5]。
- 2010年（平成22年）3月1日 - 新木場分室内に留置線を3線増線[5]。

## 車両基地設備
- 新木場検車区発足当時の設備は以下のとおり[3]
  - 検査、修繕庫 10両×1線
  - 車両自動洗浄機 2基
  - 引上線 10両×2線
  - 留置線 10両×10線

- 計画当初の最終的な計画は以下のとおり（10両編成42本（420両）収容[3]）
  - 検査、修繕庫 10両×1線
  - 転削庫 1線
  - 車両洗浄台 10両×3線
  - 車両自動洗浄機　2基
  - 引上線 10両×4線
  - 留置線 10両×38線　東側には10両編成6本が収容可能な検査庫の増築が予定されている[10]。

### 所属車両
なし。有楽町線車両は全車和光検車区本区配置となっている。

## 新木場CR
当初の計画では綾瀬検車区内の綾瀬工場の南側に更新修繕場を建築する計画であったが、車両の大幅な増備により同工場の施設では施工能力不足が予想されたため、本車庫内に更新修繕場が建設された。この新木場CRは1991年（平成3年）12月16日から稼動している。
計画では日比谷線・東西線も含めた千代田線以降の車両の改良工事も考慮されており、車両冷房工事（1994年で終了）・車両更新工事の年間施工能力は平均150両程度とされている。
構内は東側に引上線 1本（1番線）と試運転線 1本（49番線）を備えており、更新修繕場内は東側に10両編成2本が収容可能な整備線・修繕線（50・51番線、ピット構造）を有し、簡易な改造工事や車両分割が不要なC修工事を行う場所である。その西側に5両編成3本が収容可能な入出場線が3本（52 - 54番線）あり、奥にトラバーサーがある。トラバーサーにはリフティングジャッキ（厳密には門形クレーン）を備えており、車体を上昇させて台車を台車職場に搬入させ、車体は仮台車に載せてトラバーサー奥にある解装・艤装職場へ搬入する（1両ずつ分割留置）。
2009年（平成21年）時点での主な業務は、千代田線の6000系・有楽町線の7000系・半蔵門線の8000系の制御装置のVVVFインバータ制御化工事をはじめとした大規模改修工事と全線の車両の車輪嵌替（はめかえ）を担当している。車輪職場は更新修繕場内の一番北側に位置しており、業務は東京メトログループのメトロ車両に委託している。
車輪嵌替同様に、大規模改修工事もメトロ車両が受託しているが、実際の業務は協力会社の宮脇車輌工業や手塚車輌工業などに委託している。

### 施工実績
- 5000系電車（冷房改造）
  - 同系列の東葉高速鉄道1000形電車への改造工事も施工
- 6000系電車（冷房改造・更新）
- 7000系電車（冷房改造・更新）
- 8000系電車（更新）
- 9000系電車（減圧ドアエンジン改造など）

### 入換車

#### 初代
東西線で使用されていた5000系（5011Fの3両編成）が、自動入換試験車として使用されていた。東京メトロ発足後すぐの2004年度、下記の2代目の投入により解体されている。

#### 2代目
千代田線のATC更新まで綾瀬～北綾瀬間で使用されていた5000系（セミステンレス車）の3両編成が、2004年（平成16年）3月6日に除籍されたのち、2代目の入換車として投入された。この車両は民営化時に営団マークが撤去されたが、東京地下鉄のマークは貼られなかった。2005年（平成17年）度初め頃（6月以前）に解体されたとみられる。その後、入換車は存在していない。

## 総合研修訓練センター

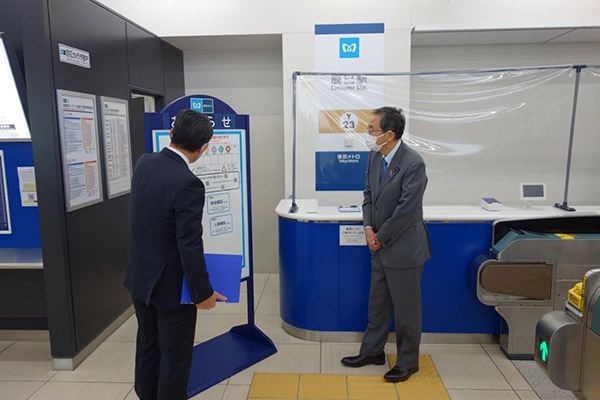
研修訓練センターの模擬改札口付近にて
国土交通大臣・斉藤鉄夫（公明党衆議院議員）が視察

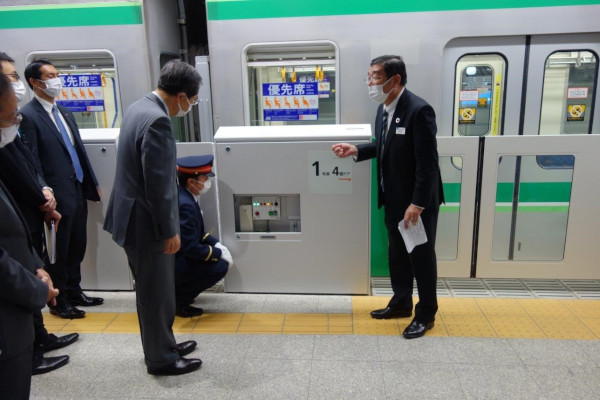
研修訓練センターの模擬ホーム
センター中央駅

2016年4月1日に、これまで中野車両基地など各地に点在していた訓練施設を統合集約し、敷地内に開設。
実際の駅と同様の模擬駅のほか、訓練用橋梁などが設置されている。研修棟は各種機器や鉄道シミュレーターなども完備。
安全繋想館には、営団日比谷線中目黒駅構内列車脱線衝突事故をはじめ、過去に営団・東京メトロを通じて発生した重大事故に関する資料も収蔵・展示されている。

### 訓練線
訓練線（Training Line、総延長700メートル）は、センター内に存在する東京メトロ初の営業路線に準じた訓練施設である。文字通り訓練用の非営業路線であるが、それぞれの模擬駅は営業路線の駅と同等の設備が揃えられ、案内表示には駅ナンバリング（路線記号：K）とラインカラー（千代田線と同じ緑）も設定されている。
千代田線北綾瀬支線用05系電車（綾瀬検車区所属）ならびに先代の北綾瀬支線専用車両であった6000系電車1次試作車を用い、05系では車内案内表示装置や方向幕による案内表示、車内放送も専用で用意されている。

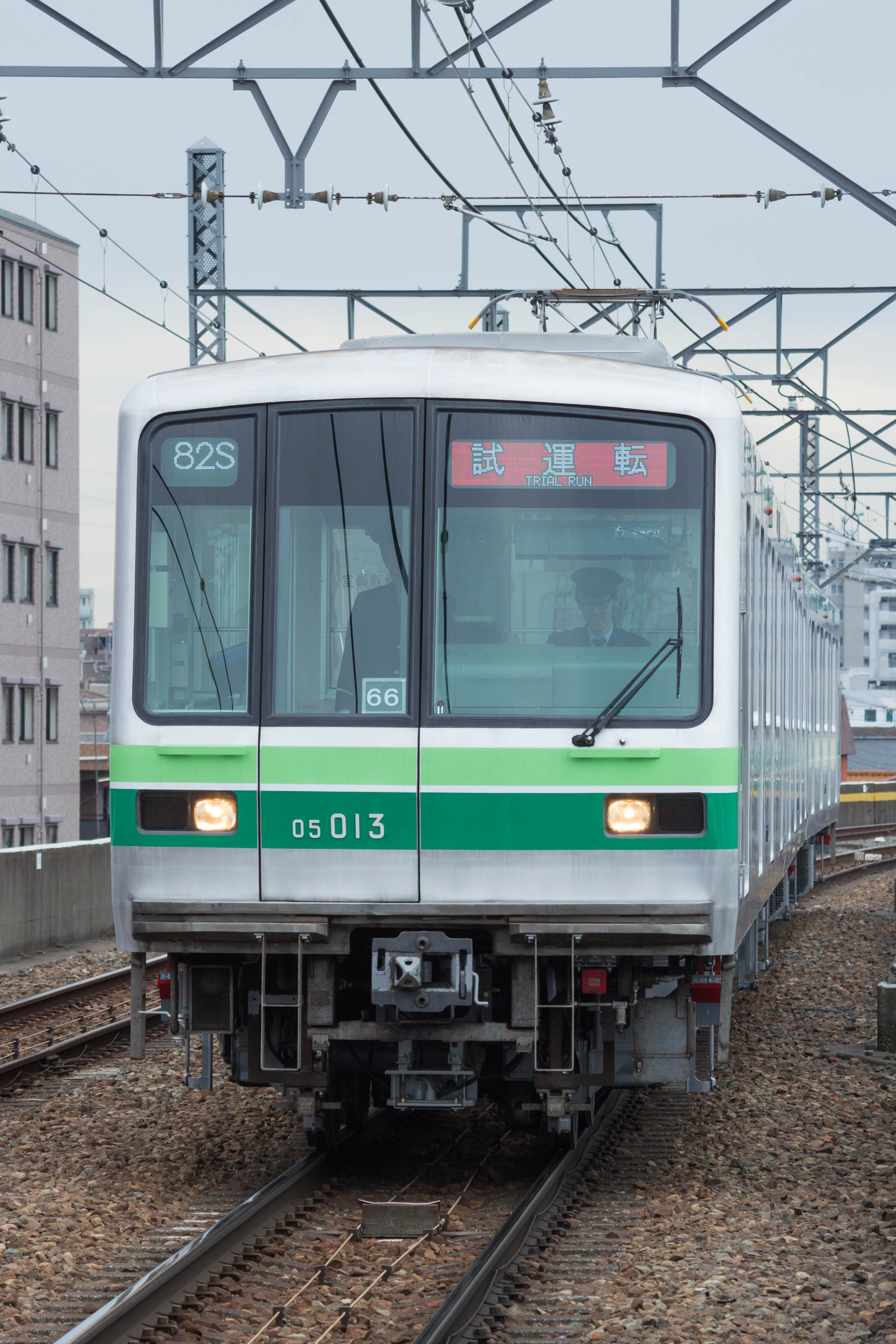
訓練線用車両の 05系電車
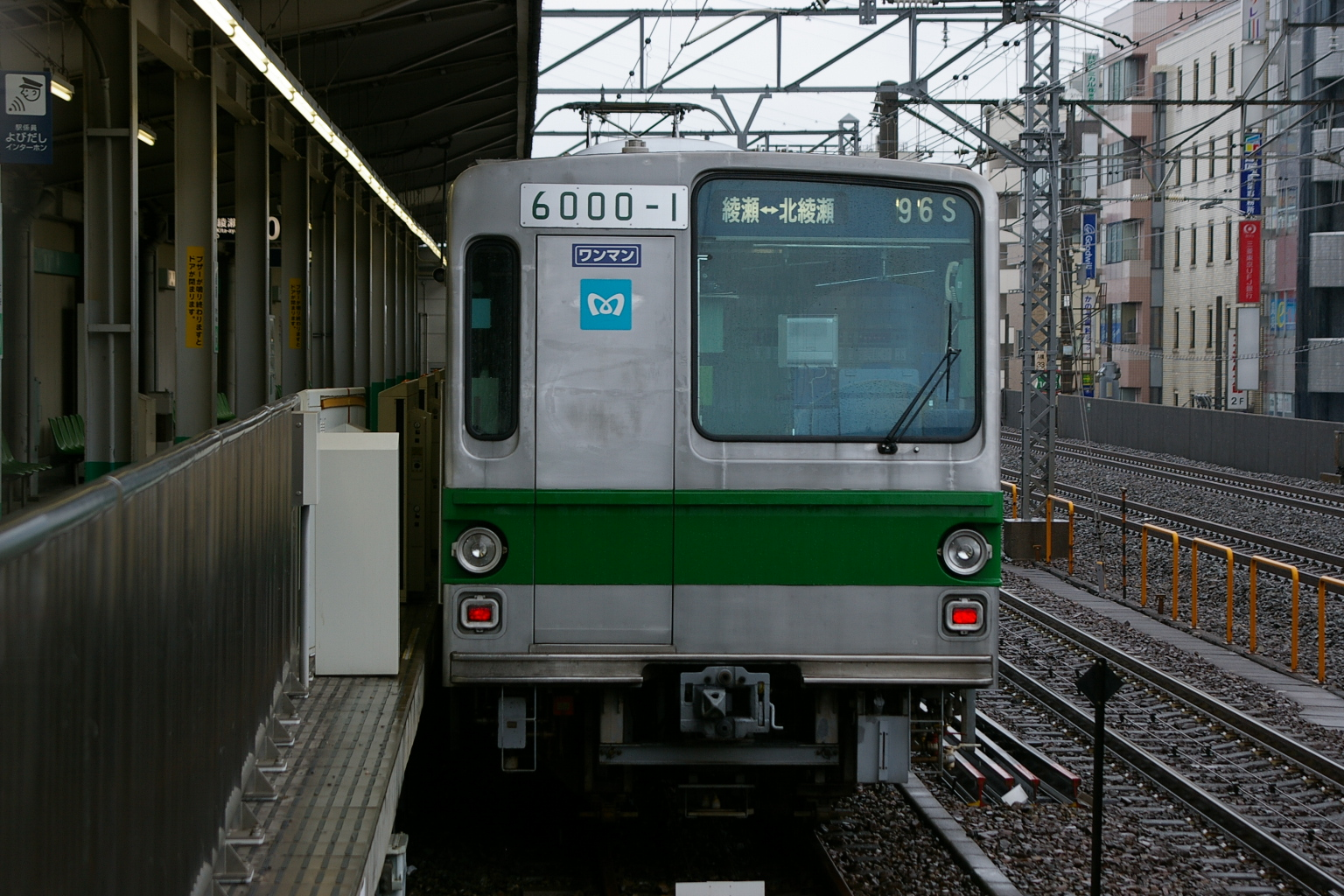
同じく訓練線用車両の6000系1次試作車

#### 模擬駅一覧
| 駅番号 | 駅名           | 備考                                                         |
| ------ | -------------- | ------------------------------------------------------------ |
| K-01   | センター西駅   | 行き止まり式の終端駅。島式1面2線、3両編成対応。              |
| K-02   | センター中央駅 | 研修棟に隣接、島式1面2線、3両編成対応、1番線はホームドア装備 |
| K-03   | センター東駅   | 10両編成の模擬駅に設置されている。単式1面1線。               |

## 引き込み線
当車両基地は東京湾（荒川河口）付近に位置し、新木場駅からは1.75 km 離れた位置にある。新木場駅からは複線の引き込み線で結ばれているが、この引き込み線は新木場駅折り返し列車の引き上げ線としても使用されている。引き込み線はJR京葉線に沿っており、高架であるが、道路と交差する部分以外での高架高さはかなり低い。

## 回送経路
有楽町線以外の車両の回送経路は下記の通りである。
- 千代田線: 綾瀬検車区 - 霞ケ関 - （短絡線） - 桜田門 - 新木場
- 南北線: 王子検車区 - 市ケ谷短絡線 - 新木場
- 半蔵門線: 鷺沼検車区 - （田園都市線）- 二子玉川 - （大井町線） - 大岡山 - （目黒線） - 目黒 - （南北線） - 市ケ谷短絡線 - 新木場

## その他

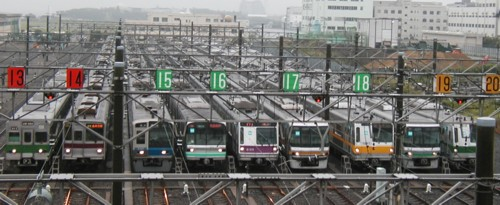
2004年の撮影会

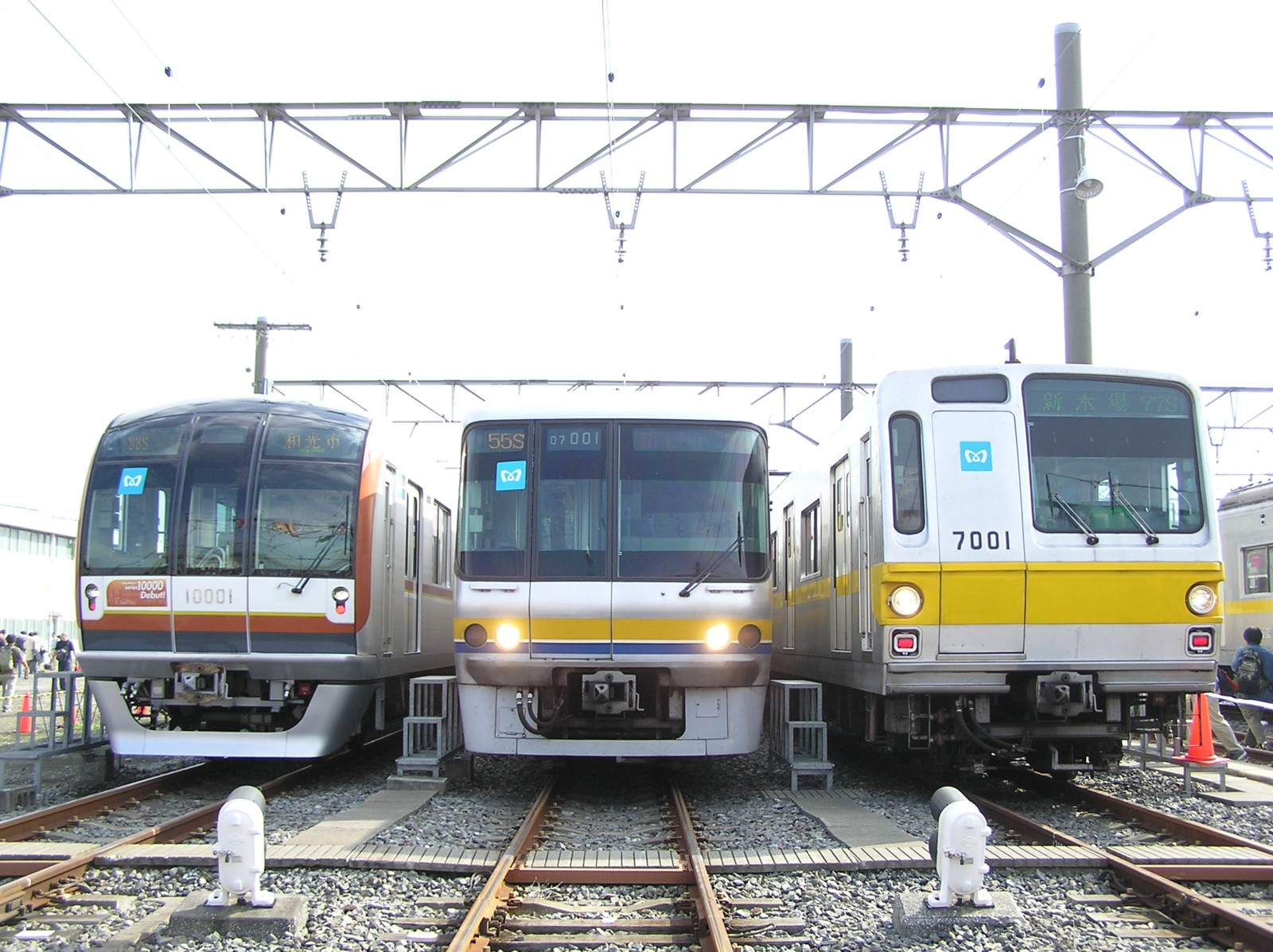
2006年の撮影会

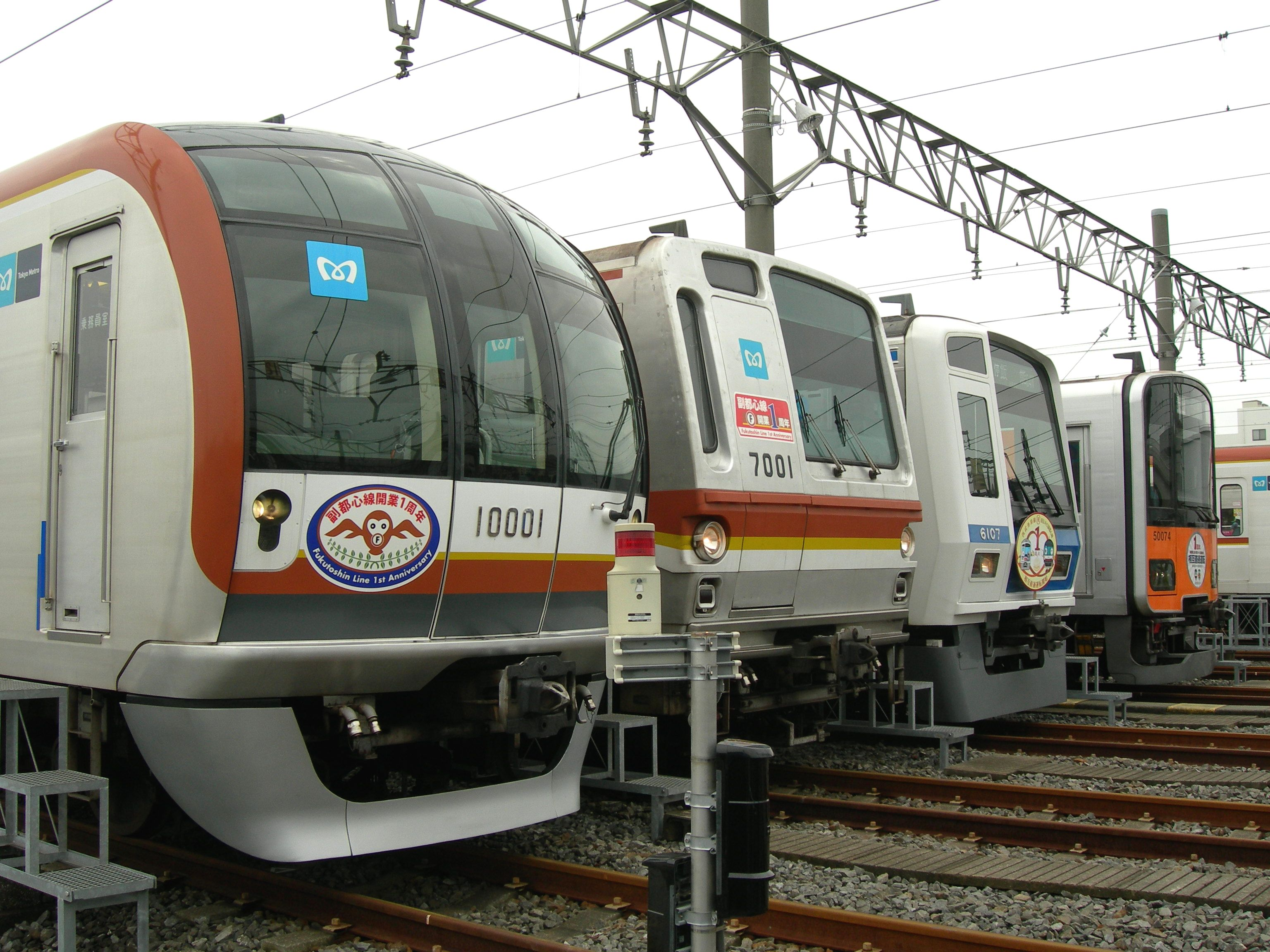
2009年の撮影会

検車区では、撮影会などが開催されたことがある。
- 2004年（平成16年）9月26日[21]
  - 千代田線の6000系・06系、有楽町線の7000系・07系、南北線の9000系、西武6000系、東武9050系のほか、半蔵門線の8000系（展示後隣接する新木場CRに入場しB修繕及びVVVF化改造を受けた）及び新木場CR入換車の5000系が展示された。
- 2006年（平成18年）9月30日 - 10000系導入を記念した撮影会[22]
  - 展示車両は10101F・07-101F・7101F（以上3本は並べて展示）、7119F、7129F（検修庫内）である。
- 2009年（平成21年）6月6日 - 副都心線開通一周年を記念したイベント[23]
  - 車両は、検車庫内に10000系、検車庫側から、10101F・7101F・西武6107F・東武51074Fと少し離れた場所に10121Fと休憩用の7121Fが展示された。
  - 検修庫内には10127Fがあり、側面見学、運転台見学（事前応募）、車両床下見学（事前応募）に使われた。